# 查特韦尔庄园

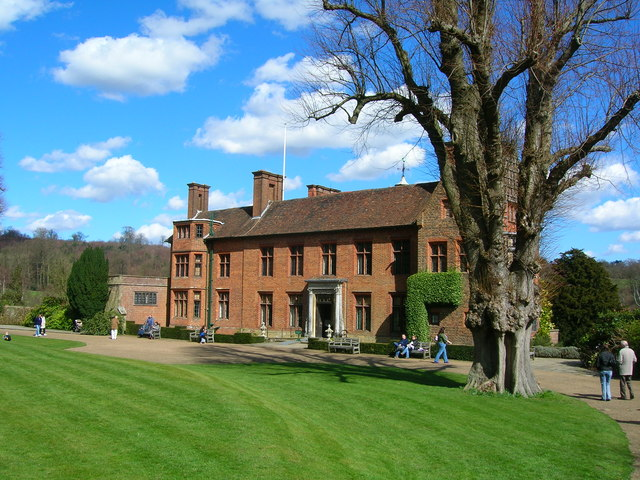
查特韦尔庄园

查特维尔（Chartwell），是温斯顿·丘吉尔和妻子克莱门汀在1922年购买的物業，是他們最主要的住所，位于英格蘭肯特郡韋斯特漢姆以南2英里。

## 历史
庄园至少在16世纪就被建造了，当时被叫做韦尔街（Well Street）。英國國王亨利八世在对安妮·博林求爱的时候，曾经住在这，接近安妮住的希佛堡（Hever Castle）。
莊園名字源于房子北面的被叫做Chart Well的墙，Chart在古英语中的意思是粗糙的地面。十九世纪的时候原有的农庄被显著的扩大。庄园的制高点大约海拔650英尺，可以遍览肯特旷野的景色，丘吉尔十分喜爱，并且成为他购买这个「建筑设计上没有优点」的房屋的显著原因。
丘吉尔接手庄园时，这里十分破败，丘吉尔雇用建筑师菲利普·蒂尔登在1922到1924年间，对庄园进行了彻底的翻新、简化和现代化改造。完成后，查特维尔拥有了一座大厅、五间会客室、十九间卧室、八个浴室、几间办公室、几个马厩、三个车库、一间巨大的画室、三栋小别墅、八十英亩土地及一个恒温灯光游泳池等诸多设施。并雇了许多人手维持庄园运转，丘吉尔因此破费甚巨。
1938年，因为投资失败，丘吉尔被迫出售庄园，最终，他的朋友亨利·斯特拉克爵士（Henry Strakosch）施以援手，补偿了他股市的损失，并且接管他在美国的投资。有一次，房子差点在火灾中毁坏，但它最终没有倒掉。丘吉尔经常在庄园接待各种访客，扮演地主角色。
二战期间，庄园几乎在关闭状态，因为这个位置容易受德国空军攻击。
当1946年丘吉尔完全清楚他无法负担继续维持这个庄园的费用后，卡姆罗斯勋爵组织了一帮富有的商人收购了这个庄园，并且允许丘吉尔夫妇居住到去世为止，只收取象征性的租金，还约定之后庄园的产权交给国民托管组织（National Trust）。1965年丘吉尔去世后，克莱门汀立即把庄园交给了国民托管组织。
如今房子保持丘吉尔居住时的样貌，